# Wenyingia (hongo)
Wenyingia es un género de hongos de la familia Pyronemataceae. Es un género monotípico que solo contiene la especie Wenyingia sichuanensis; fue encontrado en 1997 en la provincia de Sichuan,  China. Su denominación hace referencia al profesor Wenying Zhuang, micólogo de la Academia China de Ciencias. Este hongo con forma de copa, se distingue por tener una delgada tipo tela de arana que cubre su himen.